# Hella Nebelung
Hella Nebelung (* 11. Juni 1912 in Beuthen; † 16. Juni 1985 in Düsseldorf) war eine deutsche Balletttänzerin und Galeristin.

## Leben und Werk

### Ausbildung
Hella Nebelung wurde 1912 im oberschlesischen Beuthen geboren. Die Familie zog nach Breslau, wo sie zehn Jahre das Lyzeum der Von-Zavatzki-Schule (später Dietrich-Eckart-Schule) besuchte, dort das Ballettstudio der Schwestern Helga und Inge Swedlund. Ihr größter Wunsch war Tänzerin zu werden. Ihr Vater, ein Jurist und Vorsitzender Richter am Landgericht, beharrte auf das Erlernen eines bürgerlichen Berufs. So beugte sich Hella Nebelung dem Willen ihrer Eltern und machte eine Ausbildung zur Lehrerin für Gymnastik.
Mit 18 Jahren, nach Abschluss ihres Examen als Gymnastiklehrerin, ging sie als Tanz-Elevin ans Breslauer Opernhaus. 1934 folgte sie dem Ensemble des Ballettmeisters und Choreographen Aurel von Milloss über Augsburg nach Düsseldorf an das Düsseldorfer Opernhaus. Es folgte ein Jahr letzten tänzerischen Schliffs in der Ballettschule des „Teatro Reale“ in Rom. Sie wollte partout Ballettmeisterin werden.
Zurück in Düsseldorf hatte Hella Nebelung, neben ihrer Tätigkeit als Tänzerin an der Düsseldorfer Oper, in ihrer ersten Wohnung auf der Prinz-Georg-Straße ein kleines Tanzstudio eingerichtet. Dort kehrten Studenten der Kunstakademie Düsseldorf ein, um Studien von den probenden Tänzerinnen zu machen. So wurde das Studio zum Treffpunkt von Künstlern der rheinischen Kunstszene, wie Oskar Moll, Peter Janssen, Robert Pudlich oder Oswald Petersen. In ihren Räume veranstaltete sie kleine Ausstellungen, 1940 die erste unter dem Titel „Tänzerinnen“.
Im Zweiten Weltkrieg wurde Hella Nebelung zur Truppenbetreuung als Solotänzerin in Frankreich und Holland eingezogen.

### Galerie Hella Nebelung

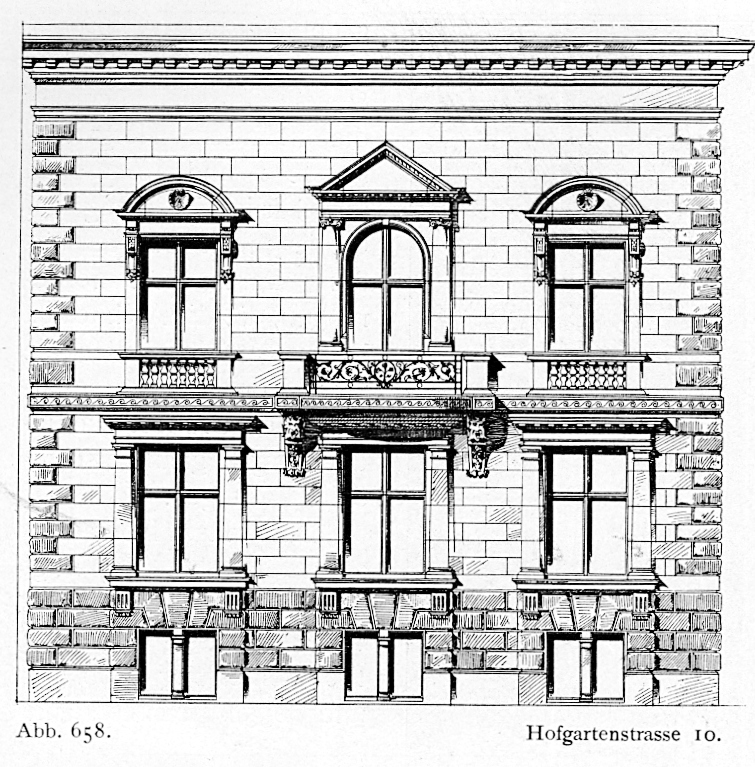
Hofgartenstraße 10, Düsseldorf

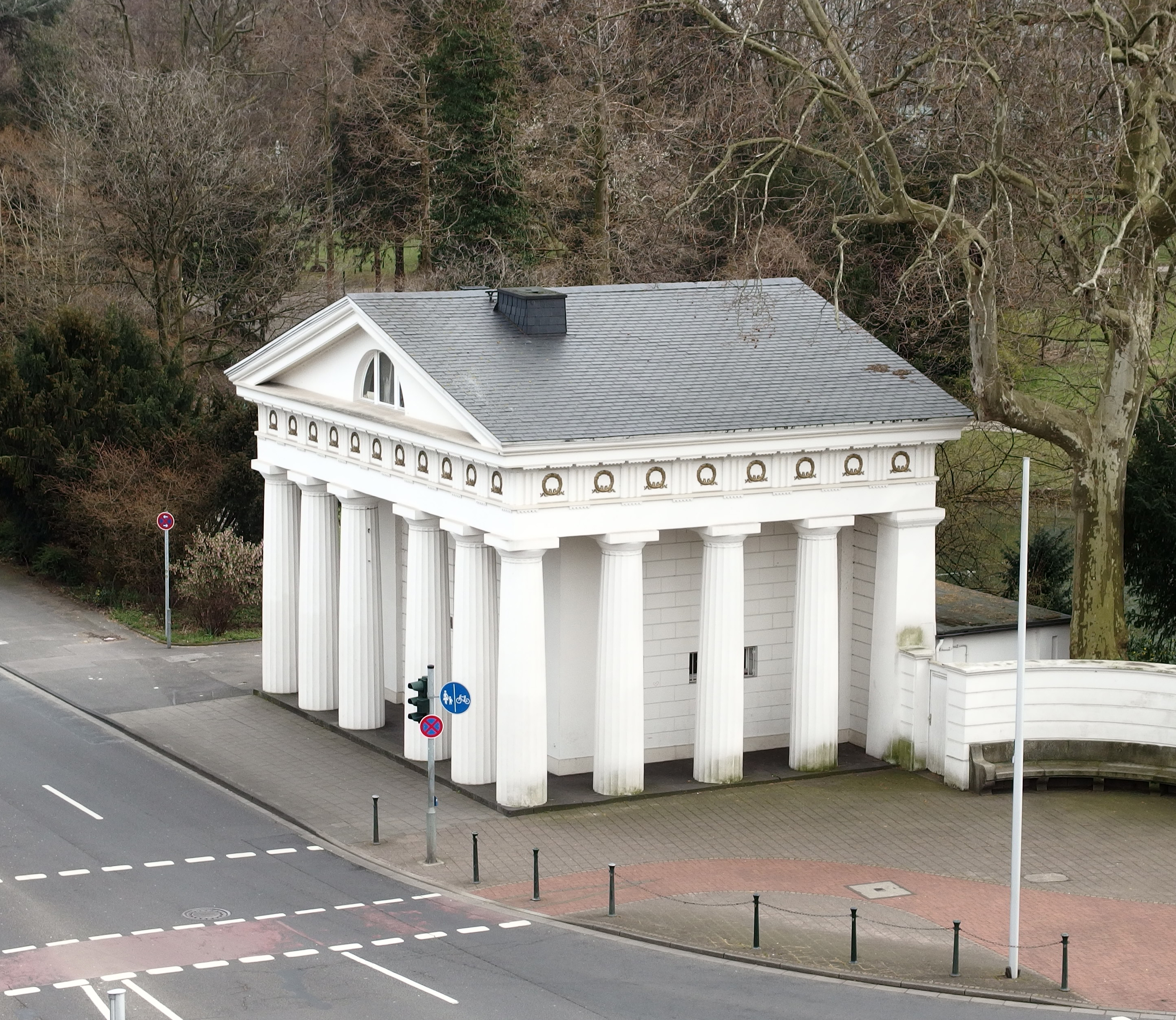
Ratinger Tor 2 (südliches Torhaus), Düsseldorf

Nach dem Ende des Kriegs bestärkte sie der Maler Peter Janssen, eine Galerie zu eröffnen. Am 22. Dezember 1945 eröffnete Hella Nebelung in der noch vom Krieg zerbombten Ruine eines Patrizierhauses in der damaligen Hofgartenstraße 10 (Eingang Logengasse) die Kunsthandlung Hella Nebelung. Der Architekt Helmut Hentrich und Sträflinge der Ulmer Höh halfen beim Aufbau.
Sie zählte damit zu den ersten Galeristinnen, die den Kunsthandel im Nachkriegsdeutschland etablierten. Unter dem Titel „zeitgenössische Kunst“ widmete Hella den befreundeten rheinischen Malern aus dem Umkreis der Künstlergruppe Junges Rheinland die erste Ausstellung. Werner Heuser, der kurz darauf ernannte Akademiedirektor, eröffnete diese. Im Ausstellungsverzeichnis waren Namen wie Theo Champion, Artur Erdle, Bruno Goller, Werner Heuser, Hans Schröers, Heinz May, Kurt Neyers, Robert Pudlich, Helmut Weitz und Peter Janssen, welcher 1945 an der Gründung der Galerie von Hella Nebelung beteiligt gewesen war. Von 1945 bis 1948 finanzierte sich die Galerie von Hella Nebelung hauptsächlich vom Tauschhandel. Man bezahlte mit Alkohol, Tee, Stoff oder Öl. Sie zeigte „Progressive Malerei“, wie eines ihrer Ausstellungsplakate 1947 verkündete. „Bei meiner zweiten Ausstellung im Januar 1946 haben Jugendliche noch meine Plakate mit der Aufschrift ‚entartete Kunst‘ beschmiert“, erzählt die Galeristin. Und 1948 schrieb Der Spiegel in einer Ausstellungskritik: „Unter Düsseldorfs Kulturbeflissenen sind nur wenige, die in Hella Nebelungs Galerie gehen und abstrakte Malerei ansehen. Für die traditionsreiche Kunststadt Düsseldorf ist Abstraktes etwas nicht Alltägliches. Die Düsseldorfer sind mehr auf duftige Landschaften eingestellt.“
Mit Einführung der Währungsreform und der Deutschen Mark organisierte Hella Nebelung im Herbst 1948 eine Ausstellung „Kleine Bilder“, zum „kleinen“ Preis, um der Währungsreform Stand zu halten. In den ersten Jahren vertrat die Galerie überwiegend Künstler der Neuen Rheinischen Sezession, wie Carl Barth, Oswald Petersen, Robert Pudlich und Max Peiffer Watenphul. Durch ihren engen Kontakt zu dem Kunstkritiker Albert Schulze-Vellinghausen stellte Hella Nebelung ab 1947/48 zunehmend auch abstrakte Künstler aus, etwa Joseph Fassbender, Georg Meistermann, Otto Ritschl und Hann Trier. Sie erweiterte den Kreis der regionalen Maler um international bekannte Künstler der Klassischen Moderne wie Fritz Winter, Willi Baumeister und Oskar Schlemmer sowie Künstler des Expressionismus wie Ernst Ludwig Kirchner, Erich Heckel, Alexej Jawlensky, Karl Schmidt-Rottluff, Christian Rohlfs und Otto Mueller. Mit Karl Hartung berücksichtigte sie auch einen Künstler der jüngeren Generation.
Hella Nebelung organisierte viele Sonderveranstaltungen wie Konzerte, Vorträge über Philosophie, Psychoanalyse und Kunst, Dichterlesungen, rauschende Feste und wechselnden Matineen.

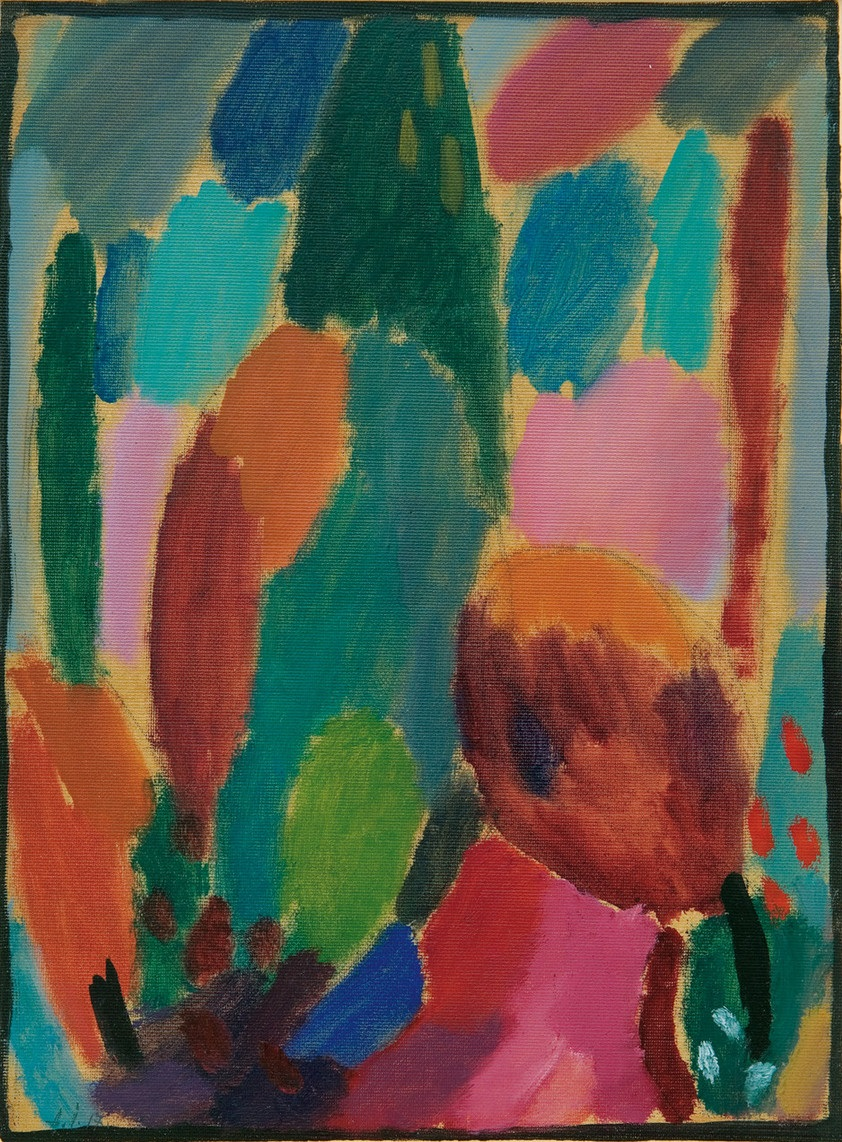
1949 in der Galerie Hella Nebelung: Zärtlichkeiten, Alexej Jawlensky

1949/50 las man Namen wie Alexej von Jawlensky, Wassily Kandinsky, Ida Kerkovius, Georges Rouault, Georg Muche und Werner Heldt. Hella Nebelungs Galerie wurde zu einem geistigen Zentrum der Stadt. Zu ihren Gästen zählten Schauspieler, Dichter, Komponisten und Künstler wie Gustaf Gründgens, Jean Cocteau, Günter Lüders, Arnold Gehlen, Werner Egk oder Wolf von Niebelschütz.
1955, als das alte Patrizierhaus mit der großen Terrasse am Hofgarten der Hochstraße Tausendfüßler weichen musste, zog Hella Nebelung mit ihrer Galerie in das ehemalige Wachhaus im Ratinger Tor ein. Im Parterre war die Galerie, im oberen Geschoss ihre Wohnung. Zur Eröffnungsausstellung im September 1955 zeigte sie als erste die monochromen Farbtafeln des Pariser Avantgardisten Yves Klein.
Ihre Galerie blieb weiterhin Treffpunkt des gesellschaftlichen Lebens in der Stadt. Auf den Vernissagen traf sich die rheinische Prominenz. Zu ihren Kunden zählten unter anderen der Kölner Sammler Josef Haubrich oder Willem Sandberg, Direktor des Stedelijk Museums Amsterdam.
Ab 1958 widmete sich Hella Nebelung abstrakten Tendenzen in der Kunst, wie der Belgischen Gruppe „art abstrait“ oder den informellen Künstlern Emil Schumacher, Hann Trier, Hans Hartung oder Jaroslaw Serpan und der École de Paris. September 1958 organisierte Hella Nebelung eine große Themenausstellung mit Bildern in kleinem Format. Diese umfasste Werke von ca. 100 Künstlern wie von Julius Bissier, Marc Chagall, Winfred Gaul, Karl Hartung, Henri Matisse, Ernst Wilhelm Nay, Robert Pudlich, Marie Louise von Rogister, Anton Rooskens, Emil Schumacher, Heinz Trökes und Hans Werdehausen. Hella hatte die Bilder über einen längeren Zeitraum gesammelt und zusätzlich Künstler gebeten ihr kleinere Formate zu überlassen.
Durch Zusammenarbeit mit der auf Kinetik und Op-Art spezialisierten Kunsthändlerin Denise René aus Paris zeigte Hella Nebelung 1963 als erste Düsseldorfer Galerie Kinetische Kunst. Vertreten waren Jesús Rafael Soto oder Julio Le Parc. 1968 folgten „Junge deutsche Künstler“, darunter Johannes Brus, Dieter Oehm, Wilfrid Polke und Norbert Tadeusz. 1970 vertrat Hella Nebelung „Realisten“ (Neuer Realismus) mit Sam Francis, Giuseppe Santomaso, Lucio Fontana, Antoni Tàpies, Andy Warhol, Christian Megert und Robert Filliou.
Von 1974 bis 1984 nahm Hella Nebelung an der IKM Messe (Internationaler Kunstmarkt), heute die Art Cologne, abwechselnd in Köln und Düsseldorf teil. Anfang der 1980er Jahre hatte sie auf der Art Basel eine Einzelausstellung mit der deutschen Bildhauerin Hede Bühl.
Hella Nebelung starb am 16. Juni 1985, zwischen zwei Festlichkeiten, an Herzversagen. Nach ihrem Tod wurde die Galerie 1986 von Hete Hünermann (1939–2001), Schwester von Gabriele Henkel, weitergeführt.

## Ausstellungen
- Auswahl Ausstellungen der Galerie Hella Nebelung von 1945 bis 1974[7]
- 1975: Art Cologne
- 1976: Art Cologne
- 1980: Art Cologne
- 1983: Art Basel